# Никитин, Андрей Григорьевич
Андрей Григорьевич Никитин (28 сентября 1891, хутор Хлебный, станица Качалинская, область Войска Донского — 4 февраля 1957, Симферополь, Крымская область) — советский военный деятель, генерал-майор (1940).

## Биография
Родился 28 сентября 1891 года на хуторе Хлебный станицы Качалинская Области Войска Донского ныне Волгоградской области.

### Первая мировая и гражданская войны
В январе 1913 года был призван в ряды Русской императорской армии, после чего был направлен на учёбу в учебную команду 4-го Донского казачьего полка. В ходе Первой мировой войны принимал участие в военных действиях на Западном фронте в составе 4-го Донского казачьего полка в чинах рядового и урядника и должности командира взвода.
После возвращения со фронта Никитин с февраля 1918 года работал председателем ревкома 2-го Донского округа в станице Качалинская.
В мае 1918 года вступил в ряды РККА, после чего был назначен на должность командира сотни 5-го советского казачьего полка на Царицынском фронте, в октябре — на должность командира эскадрона 4-го крестьянского кавалерийского полка бригады под командованием Булатникова. С января 1919 года, находясь на должности помощника командира 22-го Воронежского кавалерийского полка (отдельная кавалерийская дивизия, с марта — 4-я кавалерийская дивизия) принимал участие в боевых действиях на Южном фронте под Царицыном и на территории Донской области, а также в Воронежско-Касторненской, Харьковской, Донбасской, Ростово-Новочеркасской и Северо-Кавказской операциях и Егорлыкском сражении. С мая 1920 года принимал участие в ходе советско-польской войны в составе Юго-Западного фронта, а также в боевых действиях на житомирском, новоград-волынском и львовском направлениях и в районе Замостья. С октября в составе Южного фронта принимал участие в боевых действиях на территории Северной Таврии и Крыма, а с ноября воевал против войск Н. И. Махно.
В 1923 году за боевые отличия был награждён орденом Красного Знамени.

### Межвоенное время
После окончания войны продолжил служить в 4-й кавалерийской дивизии, находясь на должности командира 21-го Доно-Ставропольского кавалерийского полка.
В ноябре 1924 года был направлен на учёбу на кавалерийские курсы усовершенствования командного состава при Высшей военной школе в Москве, который закончил в августе 1925 года. В ноябре 1929 года был направлен на учёбу на кавалерийские курсы усовершенствования командного состава в Новочеркасске, которые закончил в апреле 1930 года, а в феврале 1932 года был направлен на учёбу на особый факультет Военной академии имени М. В. Фрунзе, после окончания которого в ноябре 1934 года был назначен на должность помощника, а затем исполнял должность командира 11-й Оренбургской кавалерийской дивизии.
26 ноября 1935 года ему было присвоено воинское звание комбрига.
В апреле 1939 года был назначен на должность командира 4 Донской казачьей ордена Ленина Краснознаменной ордена Красной Звезды дивизии имени т. Ворошилова (6-й кавалерийский корпус, Белорусский военный округ).
4 июня 1940 года Андрею Григорьевичу Никитину было присвоено звание генерал-майора. В феврале 1941 года был назначен на должность командира 20-го механизированного корпуса (13-я армия).

### Великая Отечественная война
С началом войны 20-й механизированный корпус под командованием А. Г. Никитина вёл тяжёлые оборонительные бои в составе Западного фронта южнее Минска в районе посёлка Пуховичи (г. Марьина Горка), на реке Березина и на подступах к Могилёву против 46-го моторизованного корпуса в составе 2-й танковой группы (под командованием Х. В. Гудериана). Вскоре был ранен, после чего был эвакуирован.
После расформирования корпуса в октябре 1941 года был назначен на должность заместителя командующего 49-й армией, после чего участвовал в ходе Можайско-Малоярославецкой оборонительной, Тульской, Калужской и Ржевско-Вяземской наступательных операций.
В марте 1942 года был назначен на должность инспектора кавалерии Брянского фронта, а с октября формировал в Тюмени (Уральский военный округ) учебную стрелковую бригаду с назначением на должность командира. С мая 1943 года находился в распоряжении отдела кадров РККА, после чего в октябре был назначен на должность командира запасной кавалерийской бригады в составе Северо-Кавказского военного округа, однако в июне 1944 года был отстранен от должности и откомандирован в распоряжение командующего кавалерией РККА.
В августе был назначен на должность заместителя командира 32-й кавалерийской дивизии (3-й гвардейский кавалерийский корпус), после чего принимал участие в ходе Восточно-Прусской операции, однако в феврале 1945 года был снят с занимаемой должности и в апреле назначен исполняющим должность инспектора кавалерии 2-го Украинского фронта.

### Послевоенная карьера
После окончания войны состоял в распоряжении командующего кавалерией Красной Армии и в апреле 1946 года вышел в запас. Умер 4 февраля 1957 года в Симферополе.

## Награды
- Орден Ленина (21 февраля 1945);
- Два ордена Красного Знамени (1923, 3.11.1944);
- медали.